# Europastraße 62
Die Europastraße 62 ist eine ca. 1.300 Kilometer lange Europastraße, die von Nantes in Frankreich nach Genua, Italien, verläuft.

## Verlauf
| Als:       | Abschnitt:                                     | Strecke: |
| ---------- | ---------------------------------------------- | -------- |
| Frankreich |                                                |          |
| N 249      | Nantes – Bressuire                             | 87 km    |
| N 149      | Bressuire – Poitiers                           | 77 km    |
| N 147      | Poitiers – Bellac                              | 92 km    |
| N 145      | Bellac – Montluçon                             | 136 km   |
| A714       | Montluçon – Bizeneuille                        | 10 km    |
| A71        | Bizeneuille – Montmarault                      | 23 km    |
| A79        | Montmarault – Digoin                           | 88 km    |
| N 79       | Digoin – Mâcon                                 | 89 km    |
| A406       | Mâcon – Saint-André-de-Bâgé                    | 9 km     |
| A40        | Saint-André-de-Bâgé – Saint-Julien-en-Genevois | 131 km   |
| Schweiz    |                                                |          |
| A1         | Genf – Bussigny                                | 67 km    |
| A9         | Bussigny – Brig                                | 155 km   |
| H9         | Brig – Zwischbergen                            | 37 km    |
| Italien    |                                                |          |
| SS33       | Varzo – Gravellona Toce                        | 53 km    |
| A26        | Gravellona Toce – Gattico                      | 32 km    |
| A8dir      | Gattico – Gallarate                            | 23 km    |
| A8         | Gallarate – Rho                                | 26 km    |
| A50        | Rho – Assago                                   | 20 km    |
| A7         | Assago – Genua                                 | 125 km   |

Die Straße zieht sich durch das Loiretal, das Limousin und durch die nördliche Auvergne bzw. die südliche Bourgogne bis in das Gebiet des Departements Haute-Savoie, wo sie bei Saint-Julien-en-Genevois die Grenze zwischen Frankreich und der Schweiz überquert und Genf erreicht.
Sie führt auf der Nordseite um den Genfersee und passiert dabei Lausanne und Vevey und erreicht nach dem Glion-Tunnel und dem langen Chillon-Viadukt das Chablais. Bei Saint-Maurice VS erreicht die Straße den Kanton Wallis, und über den Simplonpass kommt sie an die schweizerisch-italienische Grenze. Durch das Eschental, die westliche Lombardei und das Piemont führt sie nach Genua in Ligurien.
Der Abschnitt durch Zentralfrankreich ist nicht als Autobahn ausgebaut.